# Поташня (Житомирская область)
Поташня (укр. Поташня) — село на Украине, находится в Радомышльском районе Житомирской области.
Код КОАТУУ — 1825084802. Население по переписи 2001 года составляет 123 человека. Почтовый индекс — 12264. Телефонный код — 4132. Занимает площадь 0,549 км².

## Адрес местного совета
12264, Житомирская область, Радомышльский р-н, с. Кочеров